# Ultimate Wheels
Ultimate Wheels è un brano musicale della boy band giapponese KAT-TUN, estratto come secondo singolo dall'album Chain. È stato pubblicato il 2 febbraio 2011 ed è il quattordicesimo singolo consecutivo del gruppo ad arrivare alla prima posizione della classifica Oricon dei singoli più venduti in Giappone. Il singolo è stato certificato disco di platino dalla RIAJ per aver venduto 210 749 copie.

## Tracce
Regular Edition
1. Ultimate Wheels
2. Yoake Made (夜明けまで )
3. Ultimate Wheels (Original Karaoke オリジナル・カラオケ)
4. Yoake Made (夜明けまで ) (Original Karaoke オリジナル・カラオケ)

Regular Edition (First Press)
1. Ultimate Wheels
2. Make Or Break
3. Ultimate Wheels (Original Karaoke オリジナル・カラオケ)
4. Make Or Break (Original Karaoke オリジナル・カラオケ)

## Classifiche
| Classifica (2010)                        | Posizione più alta |
| ---------------------------------------- | ------------------ |
| Giappone (Classifica settimanale Oricon) | 1                  |
| Giappone (Billboard Japan Hot 100)       | 1                  |